# Gerard Bartus van Krieken
Gerard Bartus van Krieken (Oude-Tonge, 30 april 1836 – Rotterdam, 26 juli 1913) was een Nederlands organist en componist.
Hij was zoon van onderwijzer Gerardus Samuel van Krieken en Agatha Ringlerer. Hijzelf was getrouwd met Dina Pieternella Hansum. Hij overleed in de woning Volmarijnstraat 55c te Rotterdam. Zoon Gerardus Samuel van Krieken (Rotterdam, 4 januari 1865 – Delft, 21 december 1928) werd eveneens organist en componist, maar dan te Delft. Hij schreef onder meer orgelmuziek (opus 1: Adagio), koor en piano (opus 3: Ons wachtwoord) etc.

## Carrière in de muziek
G.B. van Krieken zou in eerste instantie onderwijzer worden, maar keerde zich naar de muziek. Hij kreeg zijn opleiding aan de Rotterdamse Muziekschool der Toonkunst. Daarna ging hij in de leer bij Willem Nicolaï, Johan Albert van Eyken en Johannes Verhulst. Hij werd vervolgens organist van de Engels-Presbyteriaanse kerk in Rotterdam (1855-1864) om organist te worden in de Zuiderkerk aldaar. In 1889 gaf hij op verzoek  van zijn vriend Alexandre Guilmant een concert tijdens de Wereldtentoonstelling in Parijs. Op 1 augustus 1904 had hij zijn veertigjarig jubileum in de Zuiderkerk; een jaar later vierde hij zijn vijftigjarig jubileum als musicus. Tot op late leeftijd wijdde hij nieuw gebouwde orgels in, zoals in 1896 het nieuwe orgel in de Hervormde kerk in Oude-Tonge, dat orgel ging dan weer verloren tijdens de Watersnoodramp van 1953. Hij gaf het vak door aan onder andere Jan Zwart.

## Composities
Hij schreef tal van bewerkingen van psalmen en evangelische gezangen met voor-, tussen- en eindspelen. In 1888 verscheen de eerste editie van zijn koraalboek De melodieën der Psalmen, Lof- en Bedezangen. Zijn Koraalboek psalmen en lofzangen verscheen in 1993 als herdruk. Verder componeerde hij Blijf één, o volk van Nederland, Aan Rotterdam (lied voor twee stemmen en piano), de cantate David (voor solisten, koor en begeleiding) en ballade Seidel Morzah (zang en piano). Zijn Eroica (preludium voor orgel), opgedragen aan Niels Gade, is  minstens driemaal vastgelegd op elpee.
- Gemeinsame Normdatei: 1071636871
- International Standard Name Identifier: 0000 0003 9096 7399
- Nederlandse Thesaurus van Auteursnamen: 107993341
- Virtual International Authority File: 284700849
- WorldCat: E39PBJhCDXDmP3wCcdkgCqyfMP